# 2012年美國總統選舉
2012年美國總統選舉於2012年11月6日星期二舉行，此次是美國第57屆總統選舉，同時眾議院全部435個席位及參議院33個議席也會進行改選以產生第113屆美國國會。美國選舉人團將首先被選出，再由選舉人團於2012年12月17日選舉產生總統和副總統。在任總統巴拉克·歐巴马和副總統喬·拜登，作為合資格的候選人，宣佈爭取連任並順利在無對手下直接得到執政的民主黨提名參選。另一大黨共和黨則提名前馬薩諸塞州州長米特·羅姆尼作為總統候選人，國會眾議員保羅·萊恩則擔任他的副手。除此之外，還有一些代表其他政黨和獨立的候選人參與本屆總統選舉。是次選舉也將包括部分州的州長選舉和州議會選舉，最終共和黨繼續取得多數議席和州長職位，而民主黨繼續在參議院佔多數。
選舉結果，民主黨總統候選人巴拉克·歐巴馬順利連任，民主黨繼續完全執政。本次選舉投票率為54.9%。共和黨除了赢得了印第安納州和北卡羅來納州外和基本上和上屆2008年的版圖一樣。
截至2024年，本次選舉是民主黨總統候選人最後一次在爱荷華州、俄亥俄州和佛羅里達州勝出。

## 選舉人團的變化
受到2010年美国人口普查的影响，2012年至2020年间选举总统的选举人团各州的名额分配有所变动。右图中8个蓝色的州在选举人团的席位有所增加，10个橙色的州的席位有所减少。2011年後，民主黨贏得多數的州作會失去六票選舉人票，當時阿爾·戈爾、約翰·凱利和巴拉克·歐巴馬所勝出的選舉人票將較前三屆為少，剩下242票。相對而言，共和黨將多贏六票，選情不明朗的州份剩下115票。

圖中橙色的區域在2012年大選中選舉團減少，藍色的增加。

| 2000年, 2004年和2008年民主党获胜的州 - 伊利诺伊州 – 減1席 - 马萨诸塞州 – 減1席 - 密歇根州 – 減1席 - 新泽西州 – 減1席 - 纽约州 – 減2席 - 宾夕法尼亚州 – 減1席 - 华盛顿州 – 加1席 | 2000年, 2004年和2008年共和党获胜的州 - 亚利桑那州 – 加1席 - 佐治亚州 – 加1席 - 路易斯安那州 – 減1席 - 密苏里州 – 減1席 - 南卡罗来纳州 – 加1席 - 得克萨斯州 – 加4席 - 犹他州 – 加1席 |

其他
- 佛罗里达州 – 加2席
- 爱荷华州 – 減1席
- 内华达州 – 加1席
- 俄亥俄州 – 減2席

## 参选人
以下是正式宣布的参选人，他們是在2012年競選總統，作為與聯邦選舉委員會（FEC）的候選人提交的参选人士，或已經形成了一個可能在2012年的總統競選考察委員會。

### 民主党

#### 初選
民主党籍的巴拉克·歐巴馬作為現任總統，在完成第一個任期後競逐連任，成為黨內初選中最有實力的候選人，並無具競爭性的人選與其競逐。
初選在全國50個州分、華盛頓特區、波多黎各、關島、美屬維爾京群島、美屬薩摩亞和北马里亚纳群岛舉行。此外有超級黨代表之稱的民主黨高層在全國大會持有一票。初選中，除了在一些縣市未能擊敗個別對手外，奧巴馬未有遭遇具威脅的考驗。獲得黨內廣泛支持的奧巴馬在2012年4月13日已獲得被黨提名至少所需的票數。在9月6日全國大會上，奧巴馬和在任副總統喬·拜登獲得民主黨再次提名為總統和副總統候選人。

#### 參選人
- 巴拉克·歐巴馬，伊利诺伊州
時任总统。[11][12]

#### 總統副總統候選人照片
- 巴拉克·歐巴馬
Barack Obama
伊利諾州
時任總統
- 乔·拜登
Joe Biden
特拉華州
時任副總統

### 共和党
共和党的提名程序包括初選和黨團會議，在全國50個州分、華盛頓特區、波多黎各、關島、美屬維爾京群島、美屬薩摩亞和北馬里亞納群島舉行。黨團會議先把各黨代表獲分派到所屬州分和全國大會，然後才舉行黨代表選舉。黨代表的選舉辦法每州各異，參選人可以透過當地地方大會、提交提名名單、委員會會議或直接從黨團會議及初選中當選。

#### 初選
在初選前期早早宣布加入角逐共和黨提名的參選人包括眾議員榮·保羅、前州長蒂姆·普蘭提、前州長米特·罗姆尼和前眾議院議長紐特·金里奇。2011年5月11日，第一場辯論在南卡罗来纳州格林维尔舉行，商人赫尔曼·凯恩、前州長加里·约翰逊、保羅、普蘭提、前州長里克·桑托勒姆參與其中。一個月後的另一場辯論參與者大致相同，除了约翰逊缺席外，加入戰團的還有金里奇、罗姆尼、前駐華大使洪博培、眾議員米歇爾·巴赫曼。在艾奧瓦州黨團會議開展前合計有十三場辯論。
在2011年8月13日於艾奧瓦州舉行的艾姆斯民意調查是初選前夕的焦點之一。巴赫曼在民調中以些微優勢勝出，而普蘭提和眾議員撒迪厄斯·麦科特尔則因支持度不足宣布退選。部分保守派選民認為羅姆尼的政策太自由和溫和，於是一眾被指是「反羅姆尼」的共和黨人便引起關注，包括商人唐納德·川普、前州長莎拉·佩林、州長里克·佩里。當中只有佩里正式宣布參選，可是他在辯論中表現欠佳，不足以威脅在競選中領跑的凯恩和金里奇。凯恩卻因醜聞纏身在2011年末退選。只能晉身一場辯論的约翰逊退黨轉投自由意志黨繼續競選。
2012年1月，共和黨黨內初選正式開鑼。首三場初選中，桑托勒姆在艾奧瓦州黨團會議中先拔頭籌，羅姆尼在新罕布什尔州初選勝出，金里奇出乎意料地以絕對優勢取下南卡羅萊納州，這是共和黨史上首次出現首三場初選由不同候選人勝出的情況。在早期初選中失利的候選人紛紛宣布退下火線，先是在艾奧瓦州僅列第五的巴赫曼，然後是在新罕布什尔州得到第三的洪博培，還有在南卡羅萊納州初選開始前宣布退選的佩里。
超級星期二前夕，桑托勒姆在2月7日一口氣贏得三個州，而羅姆尼則取得佛羅里達州在內的餘下七個州的初選。涉及十個州共391張黨代表票的超級星期二在3月6日舉行，結果羅姆尼取下六個州鞏固領先優勢，桑托勒姆共得三個州，而金里奇只贏得家鄉喬治亞州。三月餘下的日子中共有266個代表在12場選舉中投票，包括海外屬地的初選和本屆首個地方大會（懷俄明州各縣大會）。桑托勒姆贏得肯薩斯州和三個南部州分，但已難以追趕在3月所有選舉中贏得過半票數的羅姆尼。
4月10日，桑托勒姆終止競選，使羅姆尼成為唯一具有競爭力的候選人，他的對手中只剩下自稱「最後一個保守派」的金里奇依然未退選。未幾，金里奇在4月25日透過發言人宣布將在5月1日退出。在消息公布的同一天，共和黨全國委員會宣布羅姆尼成為預定獲提名人。保羅從未正式宣布退選，但其競選活動在5月14日已終結。5月29日，德克薩斯州初選為羅姆尼錦上添花，此額外的155張代表人票讓他得到獲黨提名的足夠票數。
8月28日共和黨全國大會正式提名羅姆尼為代表該黨的總統候選人。兩天後，羅姆尼在同一場合發表接受提名演說。

#### 參選人
- 米特·罗姆尼，前馬薩諸塞州州長。[35][36][37]
- 罗恩·保罗，得克薩斯州国会众议院议员，2012年5月14日結束競選活動。[38][39]
- 纽特·金里奇，佐治亚州籍前美国众议院议长，2012年5月2日退選，並支持米特·罗姆尼。[40][41]
- 里克·桑托勒姆，前宾夕法尼亚州国会参议员，2012年4月10日退選，並支持米特·罗姆尼。[42][43][44][45]
- 巴迪·罗默（Buddy Roemer），前路易斯安那州州長，於2012年2月22日退選，後改為代表美國人的選擇和美國改革党繼續參選。[46][47]
- 里克·佩里（Rick Perry），得克薩斯州州長，2012年1月19日退選，曾支持紐特·金里奇，後支持米特·罗姆尼。[48][49][50]
- 洪博培，前美国驻华大使兼前犹他州州长，2012年1月16日退選，並支持米特·罗姆尼。[51][52]
- 米歇爾·巴赫曼，明尼蘇達州国会眾議院議員，2012年1月4日艾奧瓦州黨團會議後退選，並支持米特·罗姆尼。[53][54]
- 加里·约翰逊（Gary Johnson），前新墨西哥州州長，於2011年12月28日退選，後改為代表自由黨繼續參選。[55][56]
- 赫尔曼·凯恩，喬治亞州籍前聯邦儲備局高層及商人，於2011年12月3日退選，曾支持紐特·金里奇，後支持米特·罗姆尼。[57][58]
- 撒迪厄斯·麦科特尔（Thaddeus McCotter），密歇根州国会眾議員，於2011年9月22日退選，並支持米特·罗姆尼。[59][60]
- 蒂姆·普蘭提，前明尼蘇達州州長，2011年8月14日退選，並支持米特·罗姆尼。[61][62]

#### 總統副總統候選人照片
- 米特·羅姆尼
Mitt Romney
麻薩諸塞州
前任麻薩諸塞州州長
- 保羅·萊恩
Paul Ryan
威斯康辛州
国会眾議院議員

### 主要第三政黨候選人
自由意志黨
總統候選人：加里·约翰遜，前新墨西哥州州長，前共和黨籍。
副總統候選人：詹姆斯·P·格雷，加利福尼亞州籍退休州立法院法官。
綠黨
總統候選人：吉爾·史坦，馬薩諸塞州籍醫生。
副總統候選人：切瑞·洪卡拉，賓夕凡尼亞籍社會運動家。
憲法黨
總統候選人：維吉爾·古德，弗吉尼亞州籍國會眾議員。
副總統候選人：吉姆·克萊默，賓夕凡尼亞籍律師。
正義黨
總統候選人：洛基·安德森，前猶他州鹽湖城市長。
副總統候選人：路易斯·J·羅德里格斯，加利福利亞州籍作家。

### 黨內大會
- 2012年4月18–21日：宪法党全国代表大会在田纳西州纳什维尔举行。[63]
- 2012年5月3–6日：自由党全国代表大会在内华达州拉斯维加斯举行。[64][65]
- 2012年7月13–15日：绿党全国代表大会在马里兰州巴爾的摩舉行。[66]
- 2012年8月27–30日：共和党全国代表大会在佛罗里达州坦帕举行。[67][68]
- 2012年9月3–6日：民主党全国代表大会在北卡罗来纳州夏洛特举行。[69]

## 選舉
本屆總統選舉的選舉日定於2012年11月6日，此前部分州分已在10月中旬至11月4日期間接受提早投票。選舉的整個流程大致如下：
- 2012年11月6日——選舉日
- 2012年12月17日——選舉人團正式選出新任總統及副總統。
- 2013年1月3日——第113屆美國國會宣誓就職。
- 2013年1月6日——參眾兩院聯合會議，正式點算選舉人票。
- 2013年1月20日——當選人宣誓就任美國總統。
- 2013年1月21日——就职典礼（1月20日是星期日而須延期舉行就职典礼，總統于1月20日會先在白宮舉行私人儀式宣誓就任）

### 結果
| 候選人（政黨）           | 候選人（政黨）              | 選舉人票 | 勝出州分* | 民選得票    | 得票率  |
| ------------------------ | --------------------------- | -------- | --------- | ----------- | ------- |
|                          | 巴拉克·歐巴馬（民主黨）     | 332      | 26+DC     | 65,915,796  | 51.06%  |
|                          | 米特·羅姆尼（共和黨）       | 206      | 24        | 60,933,500  | 47.19%  |
|                          | 加里·約翰遜（自由意志黨）   | 0        | 0         | 1,275,715   | 0.99%   |
|                          | 吉尔·斯泰因（美国綠黨）     | 0        | 0         | 468,824     | 0.36%   |
|                          | 维吉尔.古德（憲法黨）       | 0        | 0         | 121,713     | 0.09%   |
|                          | 罗西妮·巴尔（和平與自由黨） | 0        | 0         | 67,356      | 0.05%   |
|                          | 洛基·安德森（正義黨）       | 0        | 0         | 42,982      | 0.03%   |
|                          | 其他                        | 0        | 0         | 303,781     | 0.23%   |
| 合計                     | 合計                        | 538      | 50+DC     | 129,099,912 | 100.00% |
| * 包括華盛頓哥倫比亞特區 |                             |          |           |             |         |

## 外部連結
- 2012 Presidential Form 2 Filers（页面存档备份，存于） at the Federal Election Commission (FEC)
- 中的“2012年美國總統選舉”

### 候選人官方網站
民主党
- Warren Mosler
- Barack Obama（页面存档备份，存于）
- Randall Terry

共和党
- Michele Bachmann（页面存档备份，存于）
- Herman Cain（页面存档备份，存于）
- Newt Gingrich（页面存档备份，存于）
- Gary E. Johnson
- Fred Karger
- Andy Martin（页面存档备份，存于）
- Thaddeus McCotter
- Jimmy McMillan
- Roy Moore
- Ron Paul（页面存档备份，存于）
- Tim Pawlenty
- Rick Perry
- Buddy Roemer
- Mitt Romney（页面存档备份，存于）
- Rick Santorum（页面存档备份，存于）

绿党
- Kent Mesplay（页面存档备份，存于）

自由意志党
- R. Lee WrightsArchive.today的存檔，存档日期2012-05-25

社会主义党
- Stewart Alexander

独立候选人
- Robert Burck
- Joe Schriner（页面存档备份，存于）